# Магнолія (Айова)
Магнолія (англ. Magnolia) — місто (англ. city) в США, в окрузі Гаррісон штату Айова. Населення — 190 осіб (2020).

## Географія
Магнолія розташована за координатами 41°41′32″ пн. ш. 95°52′27″ зх. д. / 41.69222° пн. ш. 95.87417° зх. д. (41.692184, -95.874128).  За даними Бюро перепису населення США в 2010 році місто мало площу 1,47 км², уся площа — суходіл.

## Демографія
Згідно з переписом 2010 року, у місті мешкали 183 особи в 79 домогосподарствах у складі 50 родин. Густота населення становила 124 особи/км².  Було 87 помешкань (59/км²).
Расовий склад населення:
| - 100,0 % — білих |

До двох чи більше рас належало 0,0 %. Частка іспаномовних становила 0,0 % від усіх жителів.
За віковим діапазоном населення розподілялося таким чином: 15,3 % — особи молодші 18 років, 69,4 % — особи у віці 18—64 років, 15,3 % — особи у віці 65 років та старші. Медіана віку мешканця становила 47,7 року. На 100 осіб жіночої статі у місті припадало 125,9 чоловіків;  на 100 жінок у віці від 18 років та старших — 112,3 чоловіків також старших 18 років.
Середній дохід на одне домашнє господарство  становив 60 409 доларів США (медіана — 49 375), а середній дохід на одну сім'ю — 75 502 долари (медіана — 60 000). За межею бідності перебувало 8,3 % осіб, у тому числі 0,0 % дітей у віці до 18 років та 12,5 % осіб у віці 65 років та старших.
Цивільне працевлаштоване населення становило 91 осіб. Основні галузі зайнятості: виробництво — 28,6 %, науковці, спеціалісти, менеджери — 14,3 %, освіта, охорона здоров'я та соціальна допомога — 14,3 %.